# Diócesis de Bongaigaon
La diócesis de Bongaigaon (en latín: Dioecesis Bongaigaonensis y en inglés: Roman Catholic Diocese of Bongaigaon) es una circunscripción eclesiástica de la Iglesia católica en India. Se trata de una diócesis latina, sufragánea de la arquidiócesis de Guwahati. Desde el 10 de mayo de 2000 su obispo es Thomas Pulloppillil.

## Territorio y organización
La diócesis tiene 13 630 km² y extiende su jurisdicción sobre los fieles católicos de rito latino residentes en el estado de Assam en los distritos de: Bongaigaon, Barpeta, Dhubri, Kokrajhar y Nalbari.
La sede de la diócesis se encuentra en la ciudad de Bongaigaon, en donde se halla la Catedral de Cristo la Luz del Mundo.
En 2020 en la diócesis existían 34 parroquias.

## Historia
La diócesis fue erigida el 10 de mayo de 2000 con la bula Ultra flumen Brahmaputra del papa Juan Pablo II, obteniendo el territorio de la arquidiócesis de Guwahati.

## Estadísticas
Según el Anuario Pontificio 2021 la diócesis tenía a fines de 2020 un total de 71 170 fieles bautizados.
| Año                                                                             | Población            | Población | Población      | Sacerdotes | Sacerdotes    | Sacerdotes    | Bautizados por sacerdote | Diáconos permanentes | Religiosos | Religiosos | Parroquias |
| Año                                                                             | Bautizados católicos | Total     | % de católicos | Total      | Clero secular | Clero regular | Bautizados por sacerdote | Diáconos permanentes | Varones    | Mujeres    | Parroquias |
| ------------------------------------------------------------------------------- | -------------------- | --------- | -------------- | ---------- | ------------- | ------------- | ------------------------ | -------------------- | ---------- | ---------- | ---------- |
| 2000                                                                            | 61 024               | 5 242 716 | 1.2            | 26         | 14            | 12            | 2347                     |                      | 15         | 74         | 15         |
| 2001                                                                            | 61 024               | 5 200 000 | 1.2            | 27         | 15            | 12            | 2260                     |                      | 17         | 70         | 16         |
| 2002                                                                            | 61 024               | 5 200 000 | 1.2            | 29         | 16            | 13            | 2104                     |                      | 20         | 101        | 18         |
| 2003                                                                            | 63 000               | 5 200 000 | 1.2            | 35         | 17            | 18            | 1800                     |                      | 25         | 75         | 20         |
| 2004                                                                            | 63 300               | 5 220 000 | 1.2            | 37         | 18            | 19            | 1710                     |                      | 27         | 114        | 22         |
| 2006                                                                            | 64 200               | 5 260 000 | 1.2            | 48         | 18            | 30            | 1337                     |                      | 36         | 135        | 25         |
| 2012                                                                            | 62 908               | 5 497 000 | 1.1            | 73         | 27            | 46            | 861                      |                      | 55         | 186        | 29         |
| 2015                                                                            | 60 545               | 7 942 000 | 0.8            | 112        | 26            | 86            | 540                      |                      | 122        | 211        | 30         |
| 2018                                                                            | 69 620               | 8 221 760 | 0.8            | 77         | 27            | 50            | 904                      |                      | 68         | 216        | 34         |
| 2020                                                                            | 71 170               | 8 405 200 | 0.8            | 83         | 35            | 48            | 857                      |                      | 66         | 257        | 34         |
| Fuente: Catholic-Hierarchy, que a su vez toma los datos del Anuario Pontificio. |                      |           |                |            |               |               |                          |                      |            |            |            |

## Episcopologio
- Thomas Pulloppillil, desde el 10 de mayo de 2000